# Sępnik różowogłowy
Sępnik różowogłowy, urubu różowogłowy (Cathartes aura) – gatunek dużego ptaka z rodziny kondorowatych (Cathartidae). Występuje w obu Amerykach. Dzięki większej sile nośnej skrzydeł niż u sępnika czarnego może żyć na obszarach chłodniejszych, gdzie prądy powietrza są słabsze. Podczas krążenia w powietrzu trzyma skrzydła w kształcie litery V. Nie jest zagrożony.

## Systematyka
Po raz pierwszy zgodnie z zasadami nazewnictwa binominalnego gatunek ten opisał Karol Linneusz w 1758 roku w 10. edycji Systema Naturae, nadając mu nazwę Vultur aura. Jako miejsce typowe autor wskazał tropikalne rejony Ameryki, nie podając szczegółowej lokalizacji; w 1905 roku Nelson ograniczył miejsce typowe do Veracruz w Meksyku. Wyróżnia się od czterech do sześciu podgatunków C. aura.

## Występowanie
C. aura zamieszkuje w zależności od podgatunku:
- C. aura meridionalis – zachodnia Ameryka Północna. Populacja ta przez część systematyków wliczana jest do podgatunku nominatywnego[2].
- C. aura septentrionalis – wschodnia Ameryka Północna
- C. aura aura – sępnik różowogłowy – południowo-zachodnie USA (południowa Kalifornia do południowego Teksasu) do północnej Kostaryki, Wielkie Antyle
- C. aura ruficollis – południowa Kostaryka i Panama do północnej Argentyny i wschodniej Brazylii
- C. aura jota – sępnik czerwonogłowy – Andy od Kolumbii do południowej Argentyny
- C. aura falklandicus – wybrzeża Pacyfiku od Ekwadoru do południowego Chile, Falklandy. Populacja ta przez część systematyków wliczana jest do podgatunku jota[2].

## Morfologia

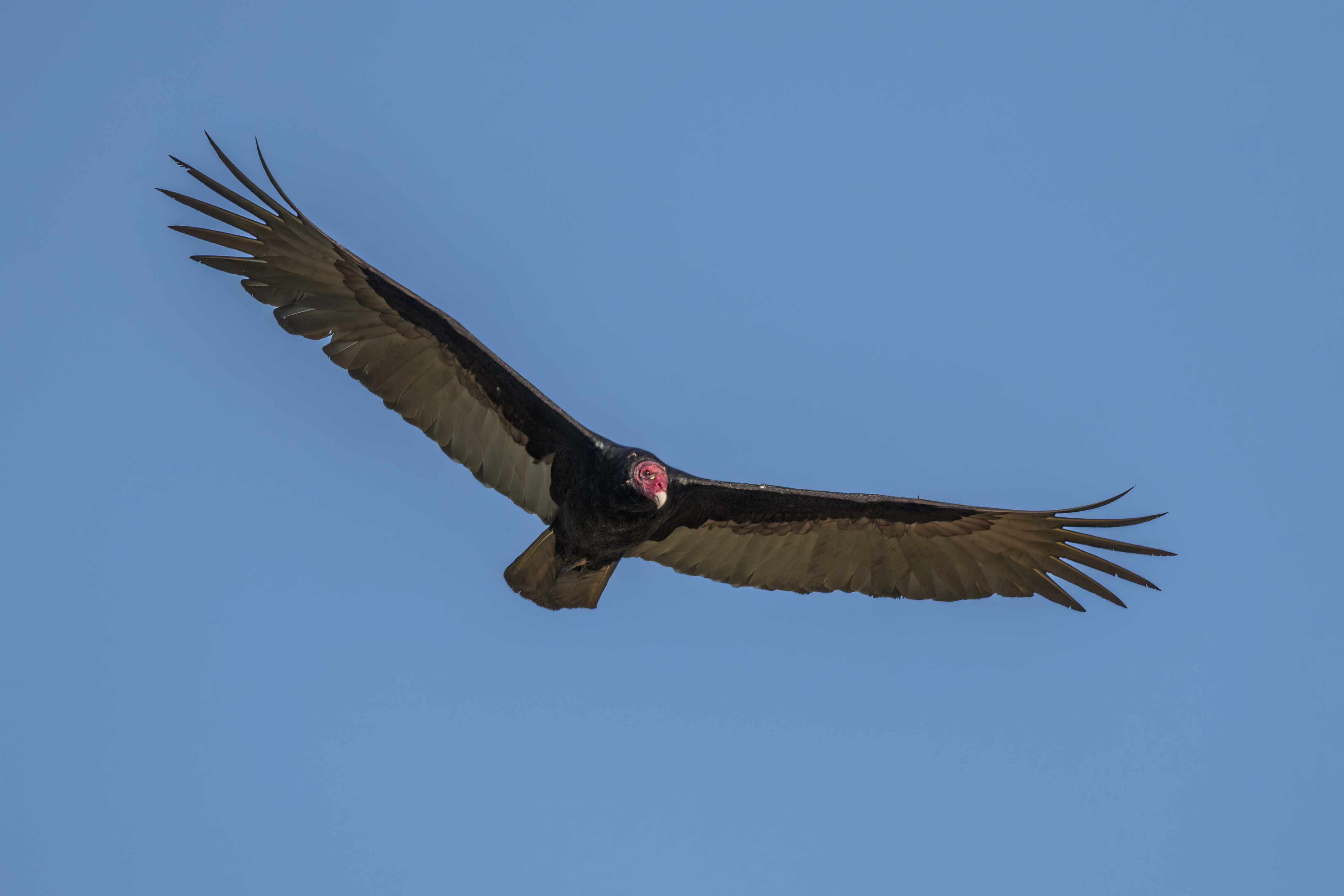
Sępnik różowogłowy w locie

Długość ciała 62–81 cm, masa ciała 850–2000 g, rozpiętość skrzydeł 160–182 cm. Lotki I oraz II rzędu srebrnoszare, pozostałe pióra czarnobrązowe. Ogon długi, nogi pomarańczowe. Głowa mała i naga; u dorosłych skóra czerwona, u młodych szara.

## Ekologia

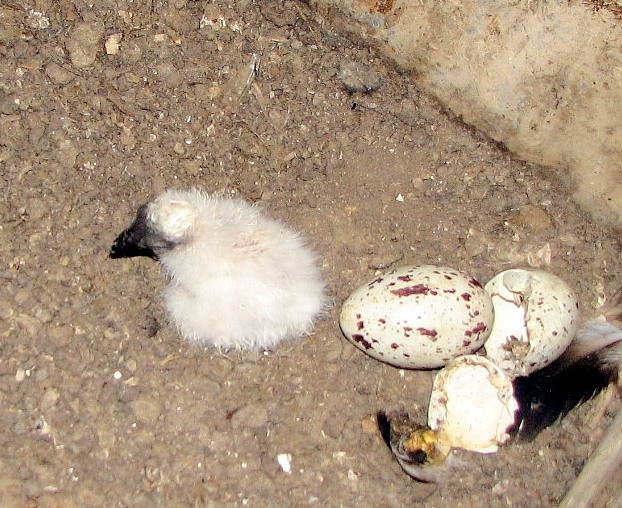
Świeżo wyklute pisklę i jajo

Zamieszkuje różnorodne środowiska od całkowitej pustyni, poprzez łąki, sawanny i zagajniki sosnowe, do gęstego lasu tropikalnego oraz umiarkowanego w Ameryce Północnej. Żywi się głównie padliną średniej wielkości ssaków.
Gniazda buduje w płytkich jaskiniach, na ziemi w gęstych zaroślach lub w pustych pniach i kłodach. Samica składa dwa jaja, które wysiaduje przez okres 38–41 dni. Młode pierzą się po 70–80 dniach lub dłużej.

## Status
IUCN uznaje sępnika różowogłowego za gatunek najmniejszej troski (LC, Least Concern). W 2020 roku organizacja Partners in Flight szacowała liczebność światowej populacji lęgowej na 28 milionów osobników. BirdLife International uznaje globalny trend liczebności populacji za prawdopodobnie stabilny; według danych z North American Breeding Bird Survey, w Ameryce Północnej w latach 1966–2019 liczebność rosła średnio o 1,8% rocznie.